# 11. etape af Tour de France 2008
Elvte etape af Tour de France 2008 blev kørt onsdag d. 16. juli og gik fra Lannemezan til Foix.
Ruten var 167,5 km. lang.
- Etape: 11
- Dato: 16. juli
- Længde: 167,5 km
- Danske resultater:

154. Nicki Sørensen + 22.14
- Gennemsnitshastighed: 42,2 km/t

## Sprint og bjergpasseringer

### 1. sprint (Saint-Bertrand-de-Comminges)
Efter 19,5 km
| Vinder | Leonardo Duque | 6p |
| 2.     | Thor Hushovd   | 4p |
| 3.     | Óscar Freire   | 2p |

### 2. sprint (Prat-Bonrepaux)
Efter 69 km
| Vinder | Filippo Pozzato | 6p |
| 2.     | Marco Velo      | 4p |
| 3.     | Koos Moerenhout | 2p |

### 1. bjerg (Col de Larrieu)
3. kategori stigning efter 49,5 km
| Plads | Navn              | Point |
| ----- | ----------------- | ----- |
| 1.    | Alexandr Botjarov | 4     |
| 2.    | Pierrick Fédrigo  | 3     |
| 3.    | Alessandro Ballan | 2     |
| 4.    | Amaël Moinard     | 1     |

### 2. bjerg (Col de Portel)
1. kategori stigning efter 110 km
| Plads | Navn              | Point |
| ----- | ----------------- | ----- |
| 1.    | Amaël Moinard     | 15    |
| 2.    | Dmitrij Fofonov   | 13    |
| 3.    | Pierrick Fédrigo  | 11    |
| 4.    | Alessandro Ballan | 9     |
| 5.    | Fabian Wegmann    | 8     |
| 6.    | Benoît Vaugrenard | 7     |
| 7.    | Kurt-Asle Arvesen | 6     |
| 8.    | Filippo Pozzato   | 5     |

### 3. bjerg (Col Del Bouich)
3. kategori stigning efter 145 km
| Plads | Navn              | Point |
| ----- | ----------------- | ----- |
| 1.    | Amaël Moinard     | 4     |
| 2.    | Alessandro Ballan | 3     |
| 3.    | Kurt-Asle Arvesen | 2     |
| 4.    | Marco Velo        | 1     |

## Udgåede ryttere
- 56 Moisés Dueñas fra Barloworld kom ikke til start efter at have blevet taget i doping
- 59 Paolo Longo Borghini fra Barloworld udgik efter at have brækket kravebenet
- 53 Félix Cárdenas fra Barloworld

## Resultatliste
|    | Navn              | Land     | Hold               | Tid     |
| -- | ----------------- | -------- | ------------------ | ------- |
| 1  | Kurt-Asle Arvesen | Norge    | Team CSC-Saxo Bank | 3:58.13 |
| 2  | Martin Elmiger    | Schweiz  | Ag2r-La Mondiale   | + 0.00  |
| 3  | Alessandro Ballan | Italien  | Lampre             | + 0.00  |
| 4  | Koos Moerenhout   | Holland  | Rabobank           | + 0.02  |
| 5  | Alexandr Botjarov | Rusland  | Crédit Agricole    | + 0.11  |
| 6  | Pierrick Fédrigo  | Frankrig | Bouygues Télécom   | + 0.14  |
| 7  | Filippo Pozzato   | Italien  | Liquigas           | + 0.14  |
| 8  | Benoît Vaugrenard | Frankrig | Française des Jeux | + 0.14  |
| 9  | Fabian Wegmann    | Tyskland | Team Gerolsteiner  | + 0.14  |
| 10 | Marco Velo        | Italien  | Team Milram        | + 0.14  |